# Kasangulu (territorium)
Kasangulu är ett territorium i Kongo-Kinshasa. Det ligger i provinsen Kongo-Central, i den västra delen av landet, 30 km sydväst om huvudstaden Kinshasa.